# Acmadenia sheilae
Acmadenia sheilae är en vinruteväxtart som beskrevs av I.J.M. Williams. Acmadenia sheilae ingår i släktet Acmadenia och familjen vinruteväxter. Inga underarter finns listade i Catalogue of Life.